# 梅尔维拉
梅尔维拉（法語：Mervilla，法語發音：[mɛʁvila]）是法国上加龙省的一个市镇，属于图卢兹区。

## 地理
梅尔维拉（43°30'27"N, 1°28'23"E）面积2.76 平方千米，位于法国奧克西塔尼大區上加龙省，该省份为法国西南部内陆省份，西南端与西班牙接壤，自此顺时针与上比利牛斯省、热尔省、塔恩-加龙省、塔恩省、奥德省和阿列日省接壤。
与梅尔维拉接壤的市镇（或旧市镇、城区）包括：欧兹维尔托洛萨讷、欧尔维尔、卡斯塔内托洛桑、佩什比斯克、勒比格、维古莱-欧济勒。
梅尔维拉的时区为UTC+01:00、UTC+02:00（夏令时）。

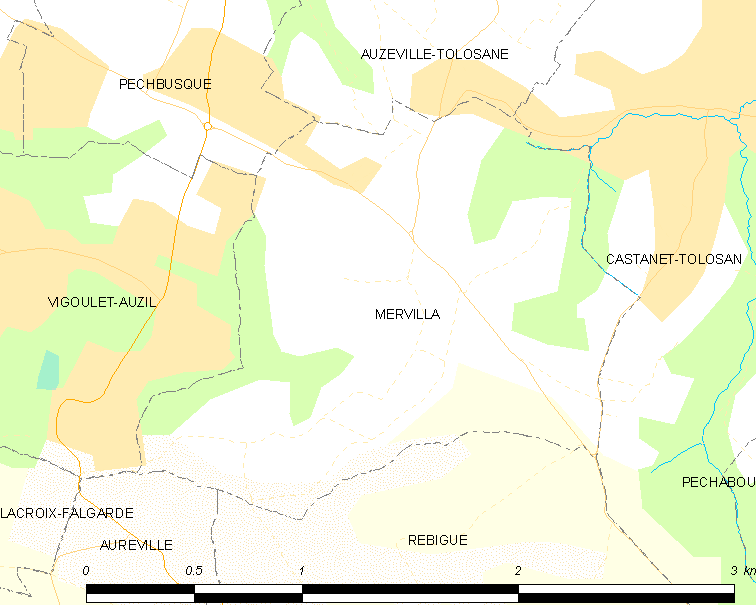
梅尔维拉的OSM定位图

## 行政
梅尔维拉的邮政编码为31320，INSEE市镇编码为31340。

## 政治
梅尔维拉所属的省级选区为卡斯塔内托洛桑县。

## 人口

1962-2008年间梅尔维拉人口变化图示

梅尔维拉于2022年1月1日时的人口数量为299人。